# Мунгу
Мунгу (монг. мөнгө, трансліт. ᠮᠥᠩᠭᠦ — "срібло", "гроші", "монета") — Монгольська розмінна грошова одиниця, сота частина тугрика. Вперше випущена у лютому 1926 року. Існували монети номіналом в 1, 2, 5, 10, 15, 20 та 50 мунгу. Чеканились у сріблі, пізніше в алюмінієвій бронзі, мідно-нікелевому сплаві, алюмінії. Алюмінієві монети в 1, 2, 5 мунгу мають отвір. У 1993 році було випущено банкноти в 10, 20 і 50 мунгу.
Починаючи з першого випуску 1926 року і до 1991 року, всі монгольські розмінні монети карбувалися на Ленінградському монетному дворі .

## Монети

### Монети 1945 року

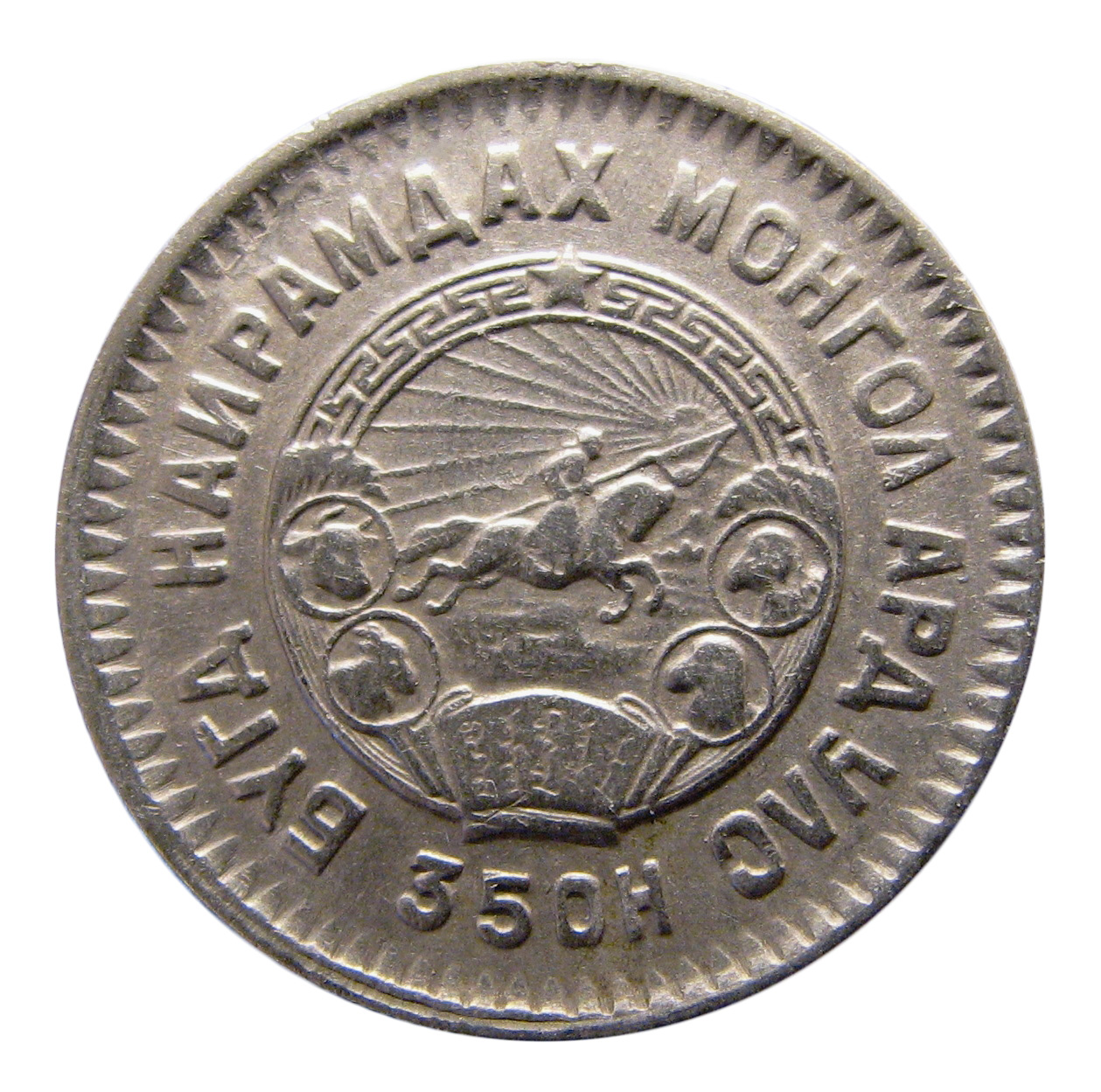
20 мунгу, аверс

### Монети 1959 року

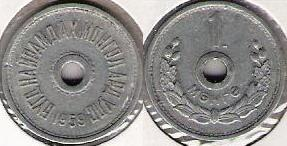
1 мунгу

### Монети 1970-1981 років

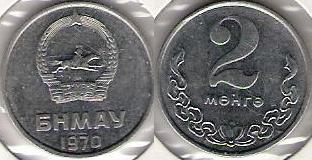
2 мунгу

## Банкноти
| Зображення      | Зображення    | Номінал  | Розміри (мм) | Основні кольори   | Опис                    | Опис            | Роки випуску | Вивід з обороту |
| Лицьова сторона | Зворотній бік | Номінал  | Розміри (мм) | Основні кольори   | Лицьова сторона         | Зворотній бік   | Роки випуску | Вивід з обороту |
| --------------- | ------------- | -------- | ------------ | ----------------- | ----------------------- | --------------- | ------------ | --------------- |
|                 |               | 10 мунгу | 45×90        | рожевий червоний  | соембо, стрільба з лука | стрільба з лука | 1993         | 26 березня 2014 |
|                 |               | 20 мунгу | 45×90        | жовтий коричневий | соембо, боротьба        | боротьба        | 1993         | 26 березня 2014 |
|                 |               | 50 мунгу | 45×90        | зелений блакитний | соембо, верхова їзда    | верхова їзда    | 1993         | 26 березня 2014 |